# Гоиб, Хакназар
Хакназар Гоиб (тадж. Ҳақназар Ғоиб; имя при рождении — Хакназар Гоибов (тадж. Ҳақназар Ғоибов), род. 7 января 1943 кишлак Офтоблико, Кулябский район, Таджикская ССР) — советский, таджикский поэт. Народный поэт Таджикистана (1996), лауреат государственной премии имени Рудаки (2000, 2012), лауреат литературной премии имени Шамсиддина Шохина (2013)
Внёс существенный вклад в развитие современной литературы Таджикистана, творчество поэта является предметом всестороннего исследования таджикских литературоведов. 

## Биография
Хакназар Гоибов родился 7 января 1943 года в кишлаке Офтоблико в Кулябском районе. После окончания средней школы учился в педагогическом училище, после которого поступил в Кулябский государственный педагогический институт. После института в течение года работал учителем.
В 1966 году начал заниматься журналистикой, в разное время работал председателем профкома культуры, руководителем кулябского комитета телевидения и радио, редактором газеты «Хатлон» Хатлонской области, главным редактором газеты «Навиди Кулоб», в 2002 году возглавил хатлонское отделение Союза писателей Таджикистана.

### Творчество
Первое стихотворение Хакназара Гоиба, «Сердце за тобой» было напечатано в газете «Маориф ва фарханг», а позднее перепечатано в журнале «Садои Шарк» и его сразу заметили такие маститые таджикские поэты, как Аминджан Шукухи, Мирзо Турсун-заде и Убайд Раджаб. За дастан тадж. Эхёнома, опубликованный в 1979 году, Гоиб был удостоен звания «Отличник телевидения и радио Таджикистана». Далее последовали циклы дастанов тадж. Ҳасрати Фирдавсӣ, Ҳасрати Эйнштейн, Ашки Хатлон, Суруши Хатлон, которые занимают особое место в творчестве поэта. Всего за полувековой творческий период Гоибом были опубликованы более 30 сборников стихотворений. Основными мотивами, свойственными его произведениям, являются: национальное самосознание и национальные ценности, патриотизм и любовь к Родине, он автор более 230 патриотических поэм.
Гоиб перевёл стихотворения Ивана Бунина на таджикский язык. Первые переводы напечатала газета «Рохи Ленини» в 1987 году. Это были стихотворения «Три ночи», «За окном», «Полями пахнет - свежих трав», они были опубликованы в номере газеты вместе с оригинальными стихами Бунина. Критики отметили, что поэту удалось передать на таджикском языке основные маркеры бунинского творчества и выразить всю глубину размышлений и переживаний русского поэта.
Гоиб внёс существенный вклад в развитие современной литературы Таджикистана, его произведения являются предметом всестороннего исследования таджикских литературоведов, творчество поэта было высоко оценено современниками, писателями и поэтами Мумином Каноатом, Аскаром Хакимом, Усмоном Назиром и многими другими. Учёный-литературовед Шохвали Саиджафаров защитил диссертацию которую назвал «Покорение вершин», посвящённую исследованию творчества Хакназара Гоиба. Писатель и исследователь Мухаммадали Аджами написал о Гоибе книгу — «Поэт с книгой и стилем самопознания». В Таджикистане также был издан трёхтомник «Таджик и венец солнца», посвящённый творчеству поэта.
18 января 2024 года в Национальной библиотеке Таджикистана была представлено библиографическое пособие на таджикском языке — «Библиография Хакназара Гоиба», состоящая из биографического очерка и описания творчества поэта.

## Награды
- Орден «Шараф» (1999)
- Народный поэт Таджикистана (1996)
- Государственная премия имени Рудаки (2000, 2012)
- Литературная премия имени Шамсиддина Шохина (2013)